# 1999年音乐
1999年音樂：

## 紀錄
- 日本女歌手宇多田光於1999年3月10日發行出道專輯First Love，專輯發售當年在日本國內銷量突破765萬張，全球销量總計約1000萬張，成為日本國內有紀錄至今销量最高的專輯，全亞洲销量總數最高的專輯。同時為台灣及香港史上銷量最高東洋專輯。

## 出版專輯
- 張四十三《我的內分泌有點失調》
- 陶晶瑩《我變了》
- 莫文蔚《You Can 你可以》
- 雷光夏《臉頰貼緊月球》
- 陶喆《I'm ok》
- 庾澄慶《我最熟悉》
- 王力宏《不可能錯過你》
- 陳建年《海洋》
- 張學友《走過1999》
- 郭獎《情關》
- 朱約信《傲骨人生》
- 陳明章《勿愛問阮的名》
- 王菲《只愛陌生人》
- 范曉萱《我要我們在一起》
- 張惠妹《我可以抱你嗎？愛人》
- 楊乃文《silence》
- 江蕙《半醉半清醒》
- 秀蘭瑪雅《友情人 秀蘭瑪雅》
- 黃乙玲《無字的情批》
- 許景淳《天天都是新世紀》
- 紀曉君《太陽 風 草原的聲音》
- 亂彈《亂彈》
- 脫拉庫《歡迎脫拉庫》
- 四分衛《起來》
- 五月天《五月天第一張創作專輯》
- 花儿乐队《放學啦》
- 何欣穗《完美小姐》
- 江美琪《我愛王菲》
- 蔡健雅《Tanya蔡健雅同名專輯》
- 游鴻明《五月的雪》
- 《3橘之戀》
- 《心動電影音樂大碟》